# Meredith Rainey-Valmon
Meredith Lee Rainey-Valmon (ur. 15 października 1968 w Brooklynie) – amerykańska lekkoatletka specjalizująca się w biegach średniodystansowych, przede wszystkim w konkurencji biegu na 800 metrów. Dwukrotna uczestniczka igrzysk olimpijskich (Barcelona, Atlanta), sześciokrotna uczestniczka mistrzostw świata (czterokrotna na stadionie i dwukrotna w hali), dwukrotna medalistka igrzysk panamerykańskich, uczestniczka uniwersjady.
Jest żoną Andrewa Valmona, również lekkoatlety.

## Przebieg kariery
W 1989 roku reprezentowała swój kraj na rozgrywanej w Duisburgu uniwersjadzie. W konkurencji biegu na 800 m wywalczyła w finałowym etapie 8. miejsce. Dwa lata później była uczestniczką halowych mistrzostw świata w Sewilli, gdzie w tej samej konkurencji także awansowała do finału, zajmując ostatecznie 6. miejsce. Startowała również w mistrzostwach świata w Tokio, ale zmagania zakończyła w fazie eliminacji.
Na rozgrywanych w Barcelonie igrzyskach olimpijskich uzyskała w eliminacjach czas 2:01,33. Dało jej to 3. miejsce w grupie eliminacyjnej, ale rezultat nie dał awansu do półfinału.
W 1993 roku ponownie wystąpiła na mistrzostwach świata, w ramach których tym razem udało się jej zakwalifikować do finału, zajmując w nim 5. miejsce. Tę samą lokatę wywalczyła też na światowym czempionacie w Göteborgu. Startowała na igrzyskach obu Ameryk w Mar del Plata, gdzie otrzymała złoty medal.
Uczestniczyła także w igrzyskach olimpijskich w Atlancie. Odpadła ona w półfinale, uzyskując rezultat czasowy 1:59,36 plasujący Amerykankę na 7. miejscu w grupie (wcześniej przebrnęła przez eliminacje, zajmując w grupie 4. miejsce z czasem 1:59,96).
W 1999 roku zdobyła drugi w karierze medal igrzysk panamerykańskich, ponadto zajęła 4. miejsce podczas halowych mistrzostw globu. Ostatni start z jej udziałem miał miejsce w Sacramento podczas mistrzostw Stanów Zjednoczonych rozegranych w lipcu 2000 roku, wówczas Amerykanka zajęła 4. miejsce w finale konkursu biegu na 800 m.

## Osiągnięcia
Wszystkie poniższe rezultaty dotyczą konkurencji biegu na 800 m.
| Rok     | Zawody                    | Miasto        | Miejsce | Wynik   |
| ------- | ------------------------- | ------------- | ------- | ------- |
| 1989    | Uniwersjada               | Duisburg      | 8.      | 2:04,55 |
| 1991    | Halowe mistrzostwa świata | Sewilla       | 6.      | 2:04,82 |
| 1991    | Mistrzostwa świata        | Tokio         | 3. H    | 2:04,84 |
| 1992    | Igrzyska olimpijskie      | Barcelona     | 3. H    | 2:01,33 |
| 1993    | Mistrzostwa świata        | Stuttgart     | 5.      | 1:59,57 |
| 1993    | Finał Grand Prix IAAF     | Londyn        | 5.      | 2:00,34 |
| 1995    | Igrzyska panamerykańskie  | Mar del Plata | złoto   | 1:59,44 |
| 1995    | Mistrzostwa świata        | Göteborg      | 5.      | 1:58,20 |
| 1995    | Finał Grand Prix IAAF     | Monako        | 6.      | 1:58,42 |
| 1996    | Igrzyska olimpijskie      | Atlanta       | 7. SF   | 1:59,36 |
| 1999    | Halowe mistrzostwa świata | Maebashi      | 4.      | 1:59,11 |
| 1999    | Igrzyska panamerykańskie  | Winnipeg      | brąz    | 2:01,51 |
| 1999    | Mistrzostwa świata        | Sewilla       | 3. H    | 2:00,86 |
| 1999    | Finał Grand Prix IAAF     | Monachium     | 8.      | 2:03,40 |
| Źródło: |                           |               |         |         |

W swej karierze zdobyła trzy tytuły mistrzyni Stanów Zjednoczonych, wszystkie wywalczone w Atlancie. W 1996 została mistrzynią kraju, natomiast halowe tytuły mistrzowskie otrzymała w 1995 i 1999 roku.

## Rekordy życiowe
- bieg na 400 m – 52,60 (13 sierpnia 1990, Grosseto)
- bieg na 800 m – 1:57,04 (17 czerwca 1996, Atlanta)
- bieg na 1500 m – 4:19,66 (3 kwietnia 1999, Durham)

Halowe
- bieg na 400 m – 52,96 (25 lutego 1990, Ithaca)
- bieg na 800 m – 1:59,11 (7 marca 1999, Maebashi)

Źródło: 